# Patricia

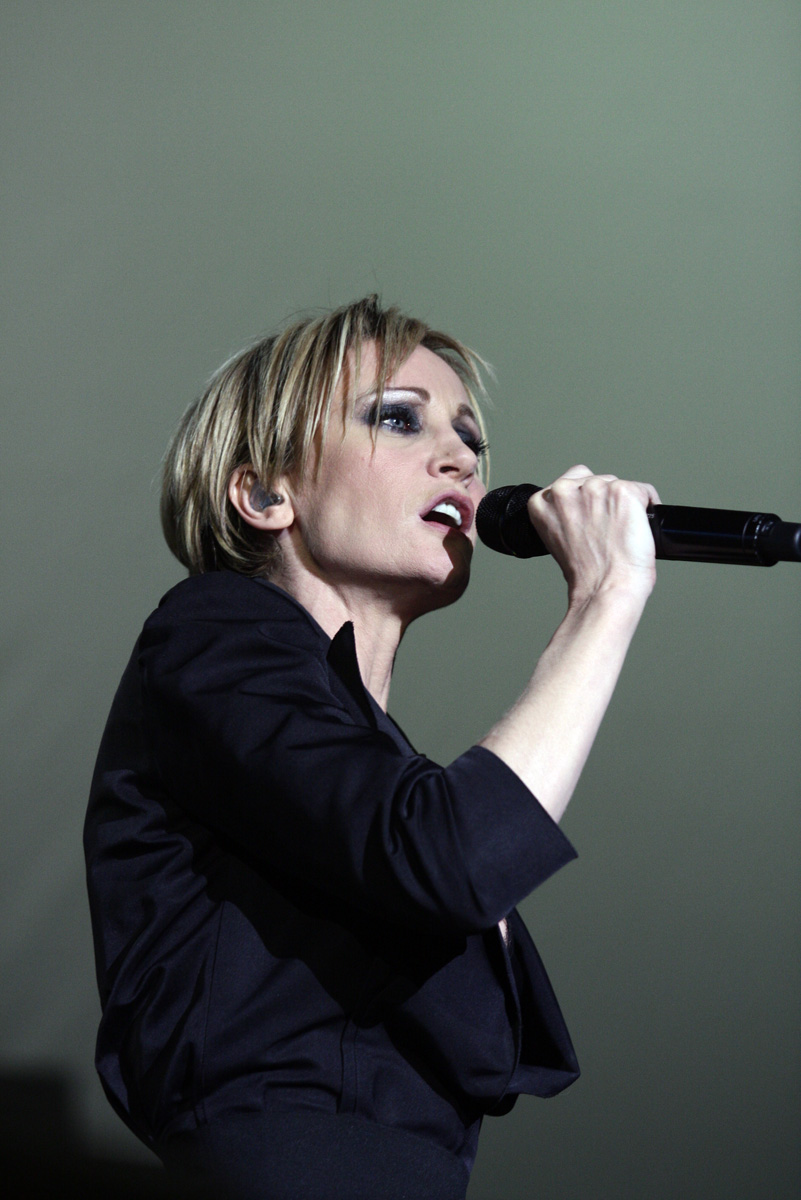
Patricia Kaas, 2009.

Kvinnonamnet Patricia är den feminina formen av Patrik som kom till Sverige på 1600-talet med invandrande skotska släkter. Namnen kommer av det latinska ordet patricius som betyder adelsman/adelskvinna. Ordet "patricier" (högre ställd folkgrupp) som användes under medeltiden, kom just från namnet Patricia. 
Namnet har ökat i popularitet i Sverige sedan 1980-talet och finns numera bland de 100 vanligaste namnen.
Den 31 december 2005 fanns 5 617 personer folkbokförda i Sverige med namnet Patricia, varav 2 937 med det som tilltalsnamn/förstanamn.
År 2003 fick 71 flickor namnet, varav 33 fick det som tilltalsnamn/förstanamn. Den franska formen på namnet är Patrice.
Namnsdag: I Sverige 16 april. I den finlandssvenska namnsdagslängden har Particia namnsdag 16 april sedan 1995. Före det hade hade Particia namnsdag 3 januari 1973–1994.

## Personer med namnet Patricia
- Patricia Arquette, amerikansk skådespelerska
- Patricia Clarkson, amerikansk skådespelerska
- Patricia Cornwell, amerikansk kriminalförfattare
- Patricia Fiorent, målare, modell och författare
- Patricia Gélin, skådespelerska
- Patricia "Patty" Hearst, amerikanskt kidnappningsoffer
- Patricia Heaton, amerikansk skådespelerska
- Patricia Highsmith, amerikansk författare
- Patricia Kaas, fransk sångerska
- Patricia Meunier-Lebouc, fransk golfspelare
- Patricia "Patty" Murray, amerikansk politiker, ledamot av senaten
- Patricia Neal, amerikansk skådespelerska
- Patricia Nixon, amerikansk presidenthustru
- Patricia Lee "Patti" Smith, amerikansk rocksångerska
- Patricia Tudor Sandahl, psykoterapeut och författare

## Fiktiva figurer med namnet Patricia
- Patricia Tivenius, Bert-serien
- Patricia Soeters, Huset Anubis/Het Huis Anubis